# Francois Louw
Louis-Francois Pickard Louw (Città del Capo, 15 giugno 1985) è un ex rugbista a 15 sudafricano, terza linea ala, 76 volte internazionale per gli Springbok con cui si laureò campione del mondo nel 2019.

## Biografia
Cresciuto nella formazione del Capo del Western Province, del quale suo nonno Jan Pickard, seconda linea del Sudafrica, fu presidente negli anni ottanta, esordì in Super Rugby nel 2007 da professionista con la relativa franchise degli Stormers, con i quali raggiunse, nel Super 14 2010, la finale poi persa contro i connazionali Bulls.
Del 2010 fu il debutto negli Springbok in occasione di un test match a Cardiff contro il Galles.
Ad aprile 2011 Louw firmò un accordo triennale con la squadra inglese del Bath a partire dalla stagione di Premiership 2011-12, trasferimento divenuto effettivo dopo la Coppa del Mondo di rugby 2011, cui Louw prese parte come convocato della selezione sudafricana.
Ad agosto 2013 prolungò il suo impegno con la squadra inglese; prese anche parte alla Coppa del Mondo di rugby 2015 con il terzo posto finale per il Sudafrica, disputandovi tutti gli incontri da titolare.
Dopo la vittoria nel Championship 2019, prese parte alla successiva Coppa del Mondo in Giappone, laureandosi campione del mondo e contestualmente comunicando il suo ritiro internazionale.

## Palmarès
- Coppe del mondo: 1
Sudafrica: 2019